# Slightly Mad Studios
Slightly Mad Studios è una azienda sviluppatrice di videogames situata a Londra, Regno Unito. La maggior parte dei suoi dipendenti hanno lavorato per Blimey! Games, azienda sviluppatrice di videogiochi quali GTR 2 e GT Legends in collaborazione con SimBin Studios. Il 12 gennaio 2009 la compagnia ha acquistato la proprietà di Blimey! Games.
È stata acquisita da Codemasters nel novembre 2019 per $ 30 MLN, successivamente Codemasters è stata acquisita da Electronic Arts nel 2021, conferendo a EA i diritti su tutte le IP esistenti, inclusa la serie Project CARS.

## Giochi
L'azienda ha sviluppato il videogioco Need for Speed: Shift, che è stato pubblicato nel settembre 2009 e il suo seguito, Shift 2 Unleashed, pubblicato a marzo 2011. Nel 2012 pubblica sotto etichetta Atari il gioco Test Drive: Ferrari Legends. Dopo il gioco di guida Project CARS distribuito il 9 maggio 2015 è uscito Project CARS 2.
- 2009 – Need for Speed: Shift (Microsoft Windows, PlayStation 3, Xbox 360, PlayStation Portable)
- 2011 – Shift 2 Unleashed (Microsoft Windows, PlayStation 3, Xbox 360)
- 2012 – Test Drive: Ferrari Legends (Microsoft Windows, PlayStation 3, Xbox 360)
- 2015 – Project CARS (Microsoft Windows, PlayStation 4, Xbox One)
- 2017 – Project CARS 2 (Microsoft Windows, PlayStation 4, Xbox One)
- 2017 – Red Bull Air Race – The Game (mobile)
- 2020 – Fast & Furious Crossroads (PlayStation 4, Xbox One, PC) tie-in
- 2020 – Project CARS 3 (Xbox One, PS4, PC)[5] fine del franchise[6]

## Disputa legale con SimBin Studios
Dopo l'annuncio di Need for Speed: Shift, SimBin Studios annunciò un'azione legale contro Slightly Mad Studios come conseguenza al fatto che la stessa abbia citato il proprio staff come sviluppatore dei videogiochi della SimBin GT Legends and GTR 2.